# Homme d'armes
Un homme d'armes à l'époque médiévale, est un soldat, en général un professionnel de la guerre, par opposition avec les hommes de trait (les traits sont les flèches lancées par les archers ou les carreaux envoyés par les arbalétriers).
On distingue les hommes d'armes à pied, porteurs de diverses armes d'hast, et les hommes d'armes à cheval, équipés principalement de lances de cavalerie et secondairement d'armes de combat rapproché comme les épées, les haches d'armes et les masses d'armes.